# 川端一郎
川端 一郎（かわばた いちろう、1952年（昭和27年）- ）は、日本の外交官。京都府出身。2016年（平成28年）2月からカザフスタン駐箚特命全権大使。元在サンクトペテルブルク日本国総領事。

## 人物・経歴
京都府出身。1976年（昭和51年）上智大学外国語学部ロシア語学科卒業後、外務省に入省。1979年（昭和54年）在ソ連大使館に勤務。その後、本省、アメリカ、ロシアに勤務。1994年（平成6年）欧亜局ロシア課にて専門官、地域調整官、企画官を歴任。2001年（平成13年）在ロシア大使館参事官に就任。また、在サンクトペテルブルク日本国総領事も歴任。2012年（平成24年）外務省大臣官房会計課福利厚生室長に就任。2016年（平成28年）カザフスタン駐箚特命全権大使に就任、2018年（平成30年）12月まで大使を務めた。2019年（平成31年）4月外務省記録審査員。